# 喜劇 駅前開運
『喜劇 駅前開運』（きげき えきまえかいうん）は、1968年2月14日に東宝系で公開された日本映画。カラー。シネマスコープ。東京映画作品。95分。
キャッチコピーは「金運、笑運、女運! ドンと一発ガバッとつかんで大繁盛!」。

## 概要
『駅前』シリーズ第22作。前作『喜劇 駅前百年』に引き続き、豊田四郎が監督を務める。
本作は赤羽駅近辺の商店街を舞台にし、ライバル商店街の発展競争やゴミ焼却場建設を巡っての内容となる。
前作に引き続きてんぷくトリオが助演、そして、子役から成長した頭師佳孝が『喜劇 駅前漫画』以来の出演となる。また本作では三木のり平が出演せず、代わりに藤村有弘がのり平の役目を務める。
なお第2作『喜劇 駅前団地』以来プロデュースを務めた金原文雄は、本作でシリーズを退いた。

## スタッフ
- 製作：佐藤一郎、金原文雄
- 脚本：広沢栄
- 監督：豊田四郎
- 撮影：村井博
- 音楽：別宮貞雄
- 美術：小島基司
- 照明：今泉千仭
- 録音：長岡憲治
- スチル：大谷晟
- 編集：広瀬千鶴

## 出演者
- 森田徳之助：森繁久彌
- 伴野孫作：伴淳三郎
- 伴野さだ：沢村貞子
- 伴野孫太郎：頭師佳孝
- 坂井次郎：フランキー堺
- 原田せん子：森光子
- 池田染子：池内淳子
- ノンコ：野川由美子
- 西里由美：大空真弓
- 藤田誠：藤田まこと
- 早坂珠子（白浪お珠）：佐藤友美
- ひろ子：岩倉高子
- 鈴江：赤木春恵
- とみえ：渋沢詩子
- 松木三平：藤村有弘
- 松木きよ：黒柳徹子
- 花村九太郎：山茶花究
- カマキリ：小鹿敦
- 黒メガネ：北浦昭義
- 草加せんべいの親爺：中村是好
- 武装警官A：三波伸介（てんぷくトリオ）
- 武装警官B：戸塚睦夫（同上）
- 武装警官C：伊東四朗（同上）

## 同時上映
『女と味噌汁』
- 原作：平岩弓枝／脚本：井手俊郎／監督：五所平之助／主演：池内淳子／東京映画作品

## 参考資料
- 『キネマ旬報』